# Сан-Жулиан-де-Паласиуш
Сан-Жулиан-де-Паласиуш (порт. São Julião de Palácios) — бывший район (фрегезия) в Португалии, входил в округ Браганса. Являлся составной частью муниципалитета Браганса. По старому административному делению входил в провинцию Траз-уж-Монтиш и Алту-Дору. Входил в экономико-статистический субрегион Алту-Траз-уш-Монтеш, который входит в Северный регион. Население составляло 283 человека на 2001 год. Занимал площадь 34,04 км².
При реорганизации 2012—2013 годов был объединён с Дейланом. 